# Limnophora meadowsii
Limnophora meadowsii är en tvåvingeart som beskrevs av Shinonaga 2005. Limnophora meadowsii ingår i släktet Limnophora och familjen husflugor. Inga underarter finns listade i Catalogue of Life.